# Hubert Work
Hubert Work (Marion Center, 3 luglio 1860 – Denver, 14 dicembre 1942) è stato un politico statunitense.

## Biografia
Fu il quarantasettesimo direttore generale delle poste degli Stati Uniti d'America sotto il presidente degli Stati Uniti d'America Warren Gamaliel Harding (ventinovesimo presidente). Nato nello Stato di Pennsylvania, conosciuto come il silenzioso Cal crebbe a Plymouth Notch, stato del Vermont, studiò all'Università del Michigan, in seguito praticò legge a Northampton, stato del Massachusetts.
Per quanto riguarda le altre cariche ricoperte fu Segretario degli Interni dal 1923 al 1928, sposò Laura M. Arbuckle. Alla sua morte il corpo venne sepolto all'Arlington National Cemetery, Arlington, omonima contea, Virginia.